# Reserva natural nacional de Momoge
La Reserva natural nacional de Momoge (莫莫格国家自然保护区) es un área protegida en la provincia de Jilin, en el nordeste de China. Fue primero reserva provincial, en 1981, y reserva nacional desde 1997. Desde 2013, está catalogada como sitio Ramsar número 2188, con una superficie de 1440 km2, en las coordenadas 45°54'32”N 123°45'56"E.

## Características
Se encuentra en el condado de Zhenlai (zhèn lài 镇赉), al nordeste de la ciudad de Baicheng, al noroeste de la provincia de Jilin, en la confluencia del río Nenjiang con el río Tao, en una zona de transición entre desiertos y pastizales muy característicos, que incluso forman un ecosistema denominado pastizales del río Nenjiang. Hay ríos, lagos someros y prados templados. Este hábitat es un importante refugio para aves y peces. En la primavera de 2012, el 97 por ciento de la población mundial de grulla siberiana se encontraba aquí.  Entre 2010 y 2012 se registraron unas 100.000 aves acuáticas.
La reserva está situada el norte de la llanura de Songliao (sōng liáo 松辽) y en el extremo oriental de la llanura de Songneng (sōng nèn 松嫩). Es una llanura aluvial formada por el río nen y sus afluentes con una altitud media de 142 metros. Se encuentra en la zona del monzón continental templado, con vientos secos, veranos cálidos y lluviosos, otoños fríos y secos e inviernos fríos con poca nieve. Las heladas empiezan a finales de septiembre y acaban a mediados de mayo, con una temperatura media de 4,2 oC y una precipitación anual de 392 mm.

## Fauna y flora

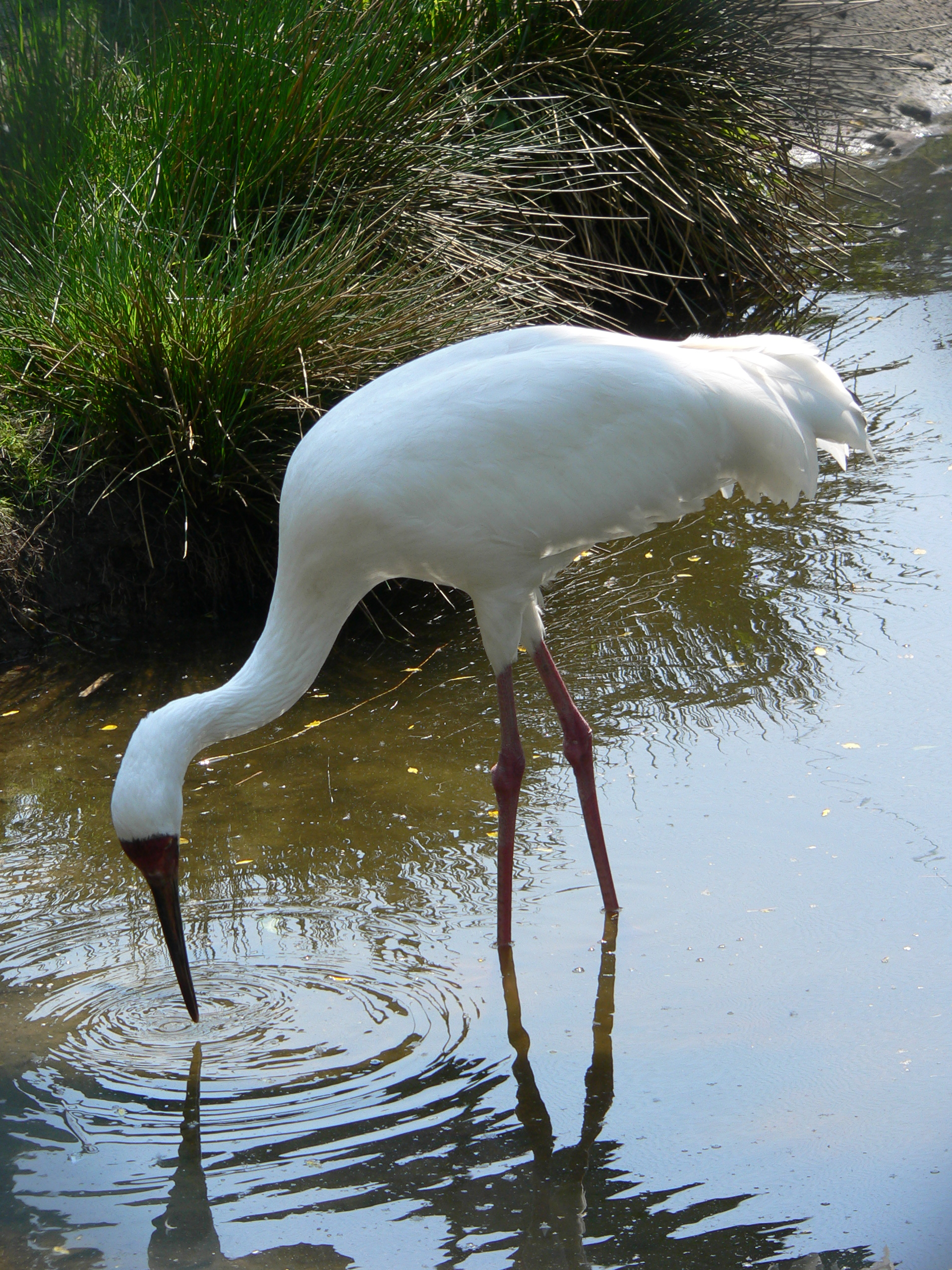
Grulla siberiana

El 80 por ciento de la reserva es un humedal. Se han registrado 296 especies de aves de unas 55 clases, de ellas diez están en primer nivel de protección (First-class National Protected Birds), entre las que figuran la grulla monje, la grulla siberiana, la grulla de Manchuria y las avutardas. Más de 40 especies están en el segundo nivel de protección, entre ellas la grulla cuelliblanca, la grulla damisela y el cisne cantor. Durante la primavera y el otoño hacen escala durante su migración unas 500 grullas siberianas, que permanecen hasta 70 días.
Momoge es uno de los lugares donde trabaja la International Crane Foundation, fundada en 1973 en Wisconsin por dos estudiantes de la Cornell University para la investigación, protección y restauración del hábitat de 14 tipos de grulla. En esta reserva hay seis tipos de grulla: de Manchuria, siberiana, cuelliblanca, damisela, monje y común. Pueden verse en el The Crane Park (bǎi hè yuán 百鹤园).
La vegetación típica de los pantanos incluye Bolboschoenus planiculmis, Suaeda glauca, Phragmites australis, Scirpus validus y Typha orientalis. Una de las atracciones de la reserva es el estanque (o poza) de los lotos (hé huā tang 荷花塘), que posee lotos de diferentes colores, con una isla conectada con un puente para los turistas.